# Мулино (Модена)
Мулино (итал. Mulino) је насеље у Италији у округу Модена, региону Емилија-Ромања.
Према процени из 2011. у насељу је живело 2089 становника. Насеље се налази на надморској висини од 98 м.